# Artūrs Ansons
Artūrs Ansons (* 9. März 1984) ist ein lettischer Radrennfahrer.
Artūrs Ansons wurde 2001 bei den Junioren Dritter der Trofee van Vlaanderen Reningelst und er gewann Omloop Het Volk. 2004 gewann er bei der U23-Europameisterschaft in Otepää die Bronzemedaille im Straßenrennen hinter seinem Landsmann Kalvis Eisaks. 2005 fuhr er eine Saison für das lettische Continental Team Rietumu Bank, wo er unter anderem Dritter bei der nationalen Zeitfahrmeisterschaft wurde.  2008 fuhr Ansons wieder für die Mannschaft Rietumu Bank-Riga.

## Teams
- 2005 Rietumu Bank
- 2008 Rietumu Bank-Riga (bis 20.07.)